# Intrusión de Skaergaard

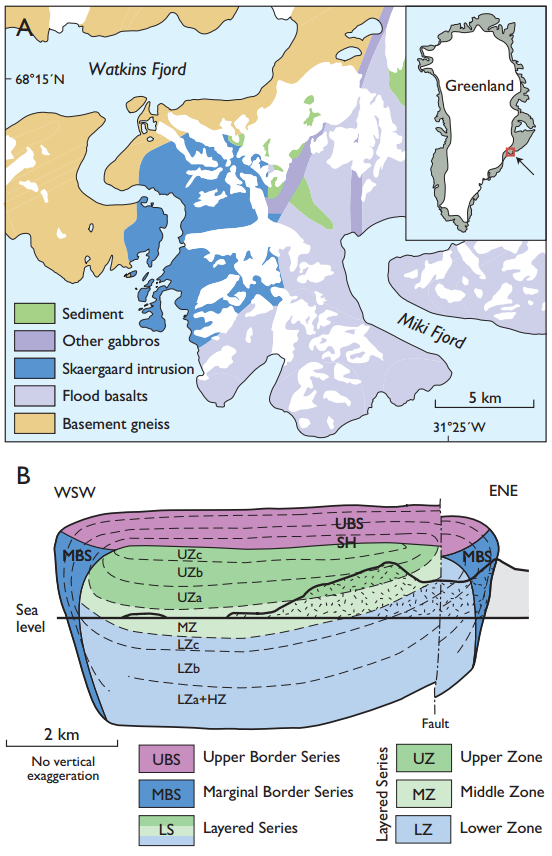
Visión gráfica de la Intrusión de Skaergaard. Troels F.D. Nielsen © 2016.

La intrusión de Skaergaard es una intrusión estratificada en Groenlandia Oriental. Fue descubierta por Lawrence Wager en 1931 durante la Expedición de la Ruta Ártica Aeréa Británica liderada por Gino Watkins. Ha sido importante para el desarrollo de varios conceptos clave en la petrología ígnea, incluyendo la diferenciación magmática, la cristalización fraccionada
y la formación de estratos en rocas ígneas.
La intrusión de Skaergaard se formó cuando magma tholeiitico fue emplazado hace más o menos 55 millones de años, durante la apertura inicial del Atlántico Norte.
El cuerpo ígneo representa esencialmente un solo pulso de magma sin recargas posteriores, el cual cristalizó desde su fondo hacia arriba y desde su techo hacia abajo. La intrusión de Skaergaard se caracteriza por sus capas de cúmulos excepcionalmente conservados. Estas capas están definidas por variaciones en la abundancia de olivino, piroxeno, plagioclasa y magnetita. 